# 간제온지

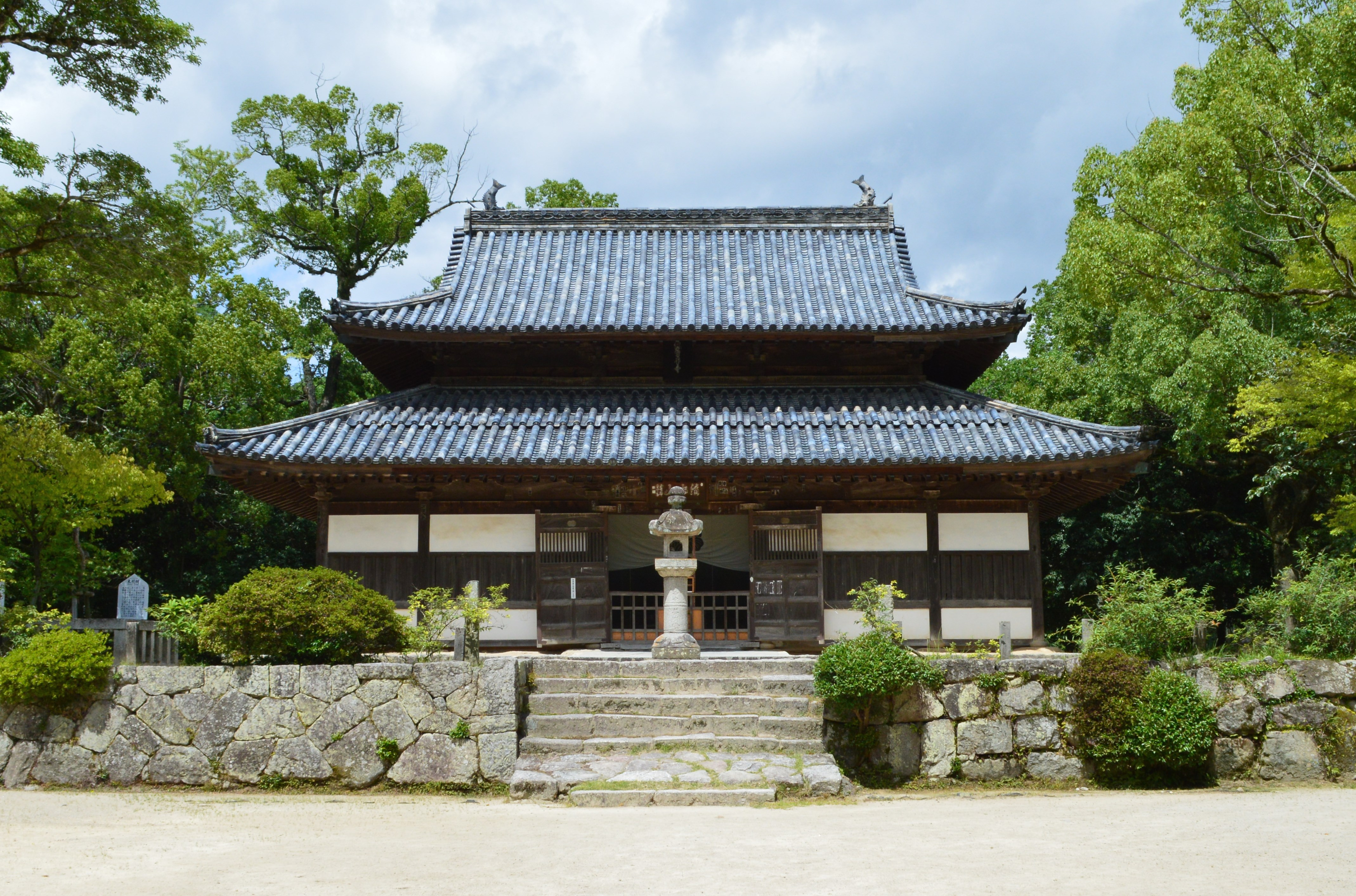

간제온지(観世音寺)는 일본 후쿠오카현(福岡県) 다자이후시(太宰府市) 간제온지 5초메(丁目)에 있는 천태종(天台宗) 사찰이다. 산호(山号)는 시미즈 산(清水山)으로, 본존은 쇼칸논(聖観音)이다.
규슈(九州)를 대표하는 고찰로써, 건립 시기는 7세기 후반인 덴지 천황(天智天皇) 때에 처음 기틀을 닦았다고 알려져 있는 유서 깊은 사찰이다. 규슈 사이고쿠 33성지의 33번째로써 나라(奈良)의 도다이지(東大寺) ・ 도치기(栃木)의 시모쓰케 야쿠시지(下野薬師寺)와 함께 「천하의 3대 가이단(戒壇)」의 하나로 꼽힌다.
헤이안 시대(平安時代) 이후 차츰 쇠퇴하였으나, 규슈에서도 문화재(특히 불상 조각)가 많이 보존되어 있는 보고(寶庫)이기도 하다. 고려 말기에 왜구 근절을 요청하고자 일본에 사신으로 온 정몽주(鄭夢周)가 간제온지에 머물렀다고 알려져 있으며, 《포은집》(圃隱集)에는 그가 간제온지에서 지은 한시 두 수가 남아 있다.

## 역사
관련 문서에서 확인된 가장 오래된 간제온지 기록은 엔기(延喜) 5년(905년)에 성립된 「간제온지 자재장」(観世音寺資財帳)이며, 현재 이는 일본의 국보이다(도쿄예술대학 소장).
《속일본기》(続日本紀)에는 덴지 천황이 모왕(母王) 사이메이 천황(斉明天皇)의 명복을 빌기 위한 선업(善業)으로써 간제온지의 건립을 발원하였다고 전하고 있다. 사이메이 천황은 재위 7년(661년) 7월 24일에 규슈의 아사쿠라 궁(朝倉宮)에서 사망하였는데, 절의 건립이 발원된 것도 이 시점에서 멀지 않은 것으로 추정된다. 가마쿠라 시대 초기의 사전인 니추레키(二中歴)에도 간제온지의 창건을 하쿠호(白鳳) 연간(661년-683년)의 일로 적고 있다. 한편 《속일본기》 와도(和銅) 2년(709년) 기사에는 해당 시점까지도 절은 아직 완공되지 않았고, 완공은 발원 후 약 80년이 지난 덴표(天平) 18년(746년)의 일로 적고 있다.
간제온지 경내에서 발굴된 기와 가운데 창건 당시의 기와로 보이는 것은 로지(老司) I식(式)이라 불리며, 아스카(飛鳥)의 가와라지(川原寺)나 후지와라쿄(藤原京)의 기와와 같은 계통으로 복변팔변(複弁八弁)의 연꽃무늬가 있는 수막새와 편행(偏行) 당초무늬가 있는 수막새들이다. 이 로지 I식이라는 분류명이 붙은 수막새 기와는 현재 후쿠오카 시 미나미 구(南区)에 있는 동명의 가마에서 구워진 것으로 7세기의 것이다. 또한 간제온지에 현존하는 범종도 정확한 주조 시기를 알 수는 없지만 「무술년」(698년)에 제작되었다는 명문이 있는 교토(京都) 묘신지(妙心寺)의 범종과 같은 나무틀로 주조된 형제뻘 되는 범종으로 보인다. 이러한 점을 들어 7세기 말 무렵에는 이미 어느 정도의 사찰의 골격이 갖추어져 있었다고 추정된다.
현존하는 간제온지 건물은 모두 근세에 재건된 것으로, 옛 모습은 남아있지 않지만 발굴조사를 통해 회랑으로 둘러싸인 내측 동쪽에 탑이 있고 서쪽에 금당이 동향으로 지어져 있는, 가와라지와 같은 가람 배치이다. 이후 덴표호지(天平宝字) 5년(761년)에 감진(鑑真)에 의해 이 절에 가이단인(戒壇院)이 세워졌다. 이것은 승려가 되려는 자가 수계를 받기 위해 일일이 상경해야 하는 번거로움 없이 간제온지에서 수계를 받을 수 있다는 의미였다.
헤이안 시대 이후 간제온지는 거듭되는 화재나 태풍 피해로 창건 당시의 모습은 하나하나 사라져갔다. 고헤이(康平) 7년(1064년)에는 화재로 강당과 탑 등이 소실되었다. 현존하는 법당 경내의 불상은 대부분 이 화재 이후의 것이다. 고와(康和) 4년(1102년)에 다시 태풍이 불어 금당과 난다이몬(南大門) 등이 무너져 버렸다. 금당은 다시 복구되었지만, 고지(康治) 2년(1143년)에 화재로 다시 소실되고 만다.
에도 시대인 간에이(寛永) 7년(1630년)에 폭풍우로 당시 유일하게 남아있던 금당이 붕괴되어, 간제온지는 폐찰된 것이나 다름없는 지경에까지 이른다. 그러나 이듬해인 간에이 8년(1631년)에 금당이, 겐로쿠(元禄) 원년(1688년)에 강당(본당)이 당시의 번주(藩主) 구로다 가(黒田家)에 의해 재건되었고, 간신히 고찰로써의 구색은 갖출 수 있었다.
헤이안 시대 이후 도다이지의 말사(末寺)였던 간제온지는 메이지(明治) 이후 천태종 사찰이 되었다. 1913년(다이쇼 2년)부터 2년에 걸쳐 심각하게 훼손된 여러 불상들의 수리가 이루어졌다. 패전 뒤인 1959년에는 철근 콘크리트로 된 보물창고가 완성되었는데 이는 사찰의 문화재 수장고로써 이른 시기에 지어졌던 것이었다. 보물창고에는 높이 5미터에 달하는 세 구의 불상(마두관음馬頭観音, 불공견색관음不空羂索観音, 십일면관음十一面観音)을 비롯해 금당과 본당(강당)에 안치되어 있던 불상들이 수장 ・ 공개되어 있다.

## 같이 보기
- 이마가와 료슌
- 정몽주
- 천태종